# Leïla, fille de Gomorrhe
 (mai 2019).
- Si vous ne connaissez pas le sujet, laissez ce bandeau (vous pouvez alors contacter les auteurs).
- Si vous supprimez le contenu mis en cause (vous pouvez préalablement contacter les auteurs),

argumentez précisément cette suppression dans la page de discussion
(un manque de référence n'est pas un argument ; une recherche réelle de référence doit avoir été effectuée, être formellement documentée).
 (mai 2019).
Si vous disposez d'ouvrages ou d'articles de référence ou si vous connaissez des sites web de qualité traitant du thème abordé ici, merci de compléter l'article en donnant les références utiles à sa vérifiabilité et en les liant à la section « Notes et références ».

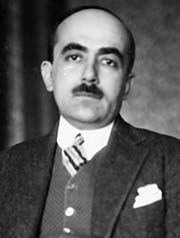
L'auteur, Yakup Kadri Karaosmanoğlu.

Leïla, fille de Gomorrhe est le quatrième roman de l’écrivain turc Yakup Kadri Karaosmanoğlu, publié en 1928. 
Le titre original, Sodom ve Gomore (Sodome et Gomorrhe), a été changé lors de la traduction du livre en français afin de ne pas faire de doublon avec le tome IV d’À la recherche du temps perdu, Sodome et Gomorrhe, de Marcel Proust.
Le roman prend place à Istanbul (à l’époque Constantinople), entre 1920 et 1923, soit en pleine période de transformation sociale, économique et politique de la ville. En effet, la fin de la Première Guerre mondiale, suivie du traité de Sèvres de 1920, ont pour conséquence le démantèlement progressif de l’Empire ottoman et l’occupation de sa capitale. Entre 1918 et 1919, Istanbul est divisée en trois zones, entre officiers anglais, français et italiens. 
L’intrigue principale se joue au travers d’une histoire d’amour turbulente entre deux personnages, Leïla et son cousin et promis, Necdet. Tous deux issus de l’aristocratie urbaine, ils vivent très différemment la défaite de l’Empire ottoman et son occupation : tandis que Leïla semble s’adapter aux divers changements, allant jusqu’à fréquenter un officier anglais puis un riche américain ; Necdet refuse d’accepter l’occupation des forces alliées et leur influence sur la société. Il est d’ailleurs le seul, parmi leurs fréquentations, à y être hostile - à l’exception, peut-être, de son ami Cemil.
Tels que décrits dans le livre, les changements sociaux, économiques et politiques de la société stambouliote au lendemain de la guerre se traduisent par une dégradation des mœurs et une perte des valeurs. C’est d’ailleurs pour ça que Yakup Kadri Karaosmanoglu a choisi pour titre original Sodome et Gomorrhe, en référence à la Bible. Dans la Genèse, Gomorrhe et Sodome sont deux villes détruites du fait d'une « pluie de feu » venant de Dieu, en raison des mauvaises mœurs de ses habitants. Son nom signifie « submersion » en hébreu. L’auteur, au travers de cette critique, s’interroge donc sur l’identité d’une Turquie en pleine sécularisation.

## Personnages

### Personnages principaux

#### Leïla
Leïla est décrite comme une belle jeune femme, intelligente et cultivée, familiarisée aux mœurs anglaises. Son père, Sami Bey, est un ancien fonctionnaire du Conseil d’Administration de la dette publique ottomane. De sa mère, on sait très peu de choses, si ce n’est qu’elle aussi est « une coquette d'âge mur qui entendait rester jeune et concurrencer sa fille ». Ils appartiennent à l’aristocratie urbaine stambouliote. 
Elle est promise à son cousin, Necdet, mais son côté capricieux la pousse régulièrement dans les bras du capitaine Jackson Read. 
Elle est le symbole même de la nouvelle Istanbul : jeune, immature, en pleine quête d’identité. Elle est tiraillée entre son passé (Necdet) et les changements de la société turque d’après-guerre (le capitaine).

#### Necdet
Necdet est le cousin et promis de Leïla. Il a fait une partie de ses études en Occident où il a « goûté à tous les plaisirs » féminins. Très attaché à l’Empire ottoman et à la Turquie, il déteste son occupation, dénonçant les travers de la « perfide Albion ».

#### Capitaine Jackson Read
Le capitaine Jackson Read est un bel Anglais qui profite des plaisirs de la capitale. « Monstre fabuleux à l’irrésistible beauté », il aurait le « corps d’un Apollon ». Il a eu un premier amour, Madame Jimson, mais il est amoureux de Leïla. Celle-ci le compare à Dorian Gray. 

### Personnages secondaires

#### Major Will
Le major Will est un anglais « d’apparence grossière et aux goûts bestiaux ». Il occupe une grande maison, appartenant anciennement à une famille turque qu’il a relégué dans l’ancienne aile féminine.

#### Officier Marlow
L’officier Marlow est un anglais, ami de longue date du capitaine Jackson Read - ils ont d’ailleurs la même formation. Il fait partie de l’intelligence service anglais. Il est homosexuel et aime particulièrement les jeunes hommes. Il est attaché aux turcs. 

#### Madame Jimson
Premier amour du capitaine Jackson Read bien que mariée, elle est décrite comme une femme « belle, grande, élancée, sensuelle et puissante ». Elle est issue de la grande aristocratie, en témoignent ses réceptions et ses vacances. Elle a de nombreux amants.
Elle déteste Leïla, probablement par jalousie.

#### Miss Fanny Moore
Miss Moore est une journaliste américaine souvent présente aux réceptions. Elle est détestée par Leïla, qu’elle rencontre chez Nuriye hanım. 

#### Haziz hanım
Haziz hanım est une jeune femme, mariée, capricieuse et jalouse qui se laisse emporter par Leïla au début du roman.

#### Nermin hanım
Nermin hanım, fille de Hayri Bey et Makbule hanım, amis proches des parents de Leïla, est la meilleure amie (du moins, au début du roman) de la jeune héroïne. Elle est d’abord décrite comme une « sainte Nitouche », mais sa rencontre avec Miss Moore change complètement sa personnalité.

## Thèmes

### L'amour
C’est un thème phare du livre, puisque c’est par le prisme de ses travers que l’auteur décrit les changements de la société stambouliote. Seul Necdet reste fidèle à son amour, Leïla : tous les autres personnages ont un ou plusieurs amants. C’est une manière, pour l’auteur, de critiquer la dépravation des mœurs.
Deux relations sont particulièrement importantes : celle entre Leïla et Necdet, et celle entre Leïla et le capitaine Jackson Read. Elles symbolisent cette période de transformation, entre l’acceptation du changement et son refus. Cette ambivalence est d’autant plus renforcée par les allers-retours de Leïla entre ces deux personnages masculins. 

#### Entre Leïla et Necdet
Antérieure à l'occupation d'Istanbul, la relation entre Leïla et Necdet symbolise le refus du changement. 
Seulement, Leïla est l’incarnation même de tout ce que la nouvelle Istanbul est devenue. Elle est, pour Necdet, une réminiscence du passé infectée par les mœurs du présent. Il est donc dans une véritable relation d’amour/haine avec elle. Il vit un amour destructeur : à la fois il l’adore, et en même temps, il rêve à plusieurs reprises de la tuer. 
Tout au long du roman, il se torture quant à savoir quoi faire avec elle. Il ne cesse de revenir dans ses bras même s’il se jure qu’il veut la quitter. Lorsqu’ils sont sur le point de se marier, toute la haine de Necdet ressort et il ne voit en Leïla que la modernité avilissante et humiliante qui règne désormais à Istanbul. 
À la fin du roman, dès lors que Necdet sait que la guerre est gagnée contre les grecs du côté turc, ravivant sa confiance nationaliste, il n’en a que faire de Leïla.

#### Entre Leïla et Jackson Read
La relation entre Leïla et le capitaine est, à l’inverse, l’acceptation de la modernité. Les deux personnages se sont connus lors des réceptions chez les parents de Leïla et ils s’entendent particulièrement bien. Leïla n’arrête pas les allers-retours entre son cousin et le capitaine. 
C’est le duel provoqué par Necdet contre Jackson Read qui lui fait toutefois réaliser toute la prétention du capitaine et la fait définitivement retourner dans les bras de Necdet.

### La Première guerre mondiale et ses conséquences
Les conséquences de la Première guerre mondiale sont une autre thématique récurrente du roman, puisque ce sont elles qui conditionnent les rapports entre les différents personnages et qui sont à l’origine des changements dans la capitale. 

#### Le cosmopolitisme
À la fin de la Première guerre mondiale, Istanbul est forcée d'accueillir, en plus des officiers français, allemands et italiens, des centaines de milliers de réfugiés : Grecs d’Asie Mineure ou du Pont, rescapés arméniens et surtout Russes blancs fuyant les victoires bolchéviques. Ces mouvements de population modifient profondément la société stambouliote durant les quelques années de leur présence. Les restaurants, cabarets, music-hall côtoient la grande pauvreté et se multiplient durant cette période.
Ce cosmopolitisme est particulièrement visible dans les diverses réceptions données par les personnages au fil du roman. Qu’il s’agisse de celles des parents de Leïla dans les premiers chapitres - ou, au milieu du roman, où le public est sensiblement différent, rassemblant notamment des artistes russes -, de celles du major Will, ou encore de Madame Jimson, l’aristocratie urbaine se mêle ainsi aux étrangers présents dans la ville. 

#### L'occupation

##### La présence des Occidentaux

###### Les Anglais
Les Anglais sont omniprésents également dans le roman. À l’image de Necdet qui, dès qu’il sort, se retrouve nez à nez avec différents officiers, ceux-ci occupent tous les endroits huppés de la ville (réceptions, restaurants, bars,…) et s’occupent de diverses manières (balades à cheval, soirées, thés, plaisirs sexuels,…).
Cette présence est aussi dépeinte au travers des maisons réquisitionnées par les officiers pour l’occupation, que ce soit celle de Hayri Bey et Makbule Hanim ou la maison qu’occupe le major Will. Cette dernière est d’ailleurs décorée d’une manière très clichée et fantasmée de l’Orient.
Cette présence est très mal vécue par Necdet - et on devine, au travers de ce personnage, toute la critique de Yakup Kadri Karaosmanoğlu -, pour qui tous les officiers anglais sont des ennemis aux mœurs dépravées. Les scènes qu’il subit tout au long du roman, du fez de son ami Cemil dans le restaurant russe à sa rencontre avec le mutilé de guerre dans le train, sont le symbole même du décalage dont il souffre.
De leur côté, les officiers anglais se fondent plutôt bien dans la société turque, qu’ils apprécient d’autant plus parce qu’ils sont conscients de leur supériorité. Ce n’est qu’à la fin du roman, lorsque la victoire contre les grecs est pratiquement acquise pour les turcs, qu’ils s’interrogent sur leur place dans la capitale. Jackson Read finira d’ailleurs par souhaiter rentrer chez ses parents.

###### Les Français
Probablement influencé par son expérience personnelle, car Yakup Kadri Karaosmanoğlu est véritablement imprégné de culture française, les officiers français sont beaucoup plus estimés dans son roman. 

##### L'opportunisme aristocratique
L’occupation n’est pas mal vécue par tous. L’aristocratie urbaine est décrite et critiquée dans le roman comme une classe d’opportunistes qui s’accommodent des officiers anglais, voire en prennent les habitudes. Les différentes relations entre les personnages turcs et étrangers, amoureuses ou sexuelles, représentent parfaitement cet opportunisme.
Poussé à l’extrême, cet opportunisme s’incarne dans le refus de Madame Jimson de reconnaître ses origines turques (ce qui serait pour elle « un scandale inouï, une tare irrémédiable »).

#### La dépravation des mœurs
Un des thèmes récurrents dans le roman est la dépravation des mœurs de la société stambouliote. Symbolisée notamment par la chambre de débauche du major Will, la déliquescence de la société est avant tout décrite dans le comportement des officiers anglais, dans l’opportunisme des aristocrates, puis dans l’attitude de Leïla.
À l’exception de Necdet et de son ami Cemil, tous les personnages vivent dans la tromperie et le mensonge constant, multipliant les relations amoureuses. Si cela pourrait s’apparenter à une ode à la liberté, il s’agit plutôt pour l’auteur de critiquer ces mœurs. D’ailleurs, la scène où Miss Moore questionne - puis moque - Necdet sur les traditions turques avant le mariage se veut le symbole même du décalage entre l'ancien et la modernité. 
Le mensonge est constant dans le roman et ne concerne pas seulement les relations amoureuses. Les amitiés aussi en pâtissent et les liens de confiance s’érodent, à l’image de la relation entre Leïla et Nermin. Les tromperies, par exemple entre le docteur Jean Prade et Leïla, sont très présentes. Chaque personnage se fait trahir, ce qui entraîne un véritable cercle vicieux. Cet environnement néfaste semble toucher tout le monde : à cet égard, le duel contre Jackson Read provoqué par Necdet, qui pourtant demeure en retrait tout le long du roman, est très révélateur.
Référence directe à Sodome et Gomorrhe, l’homosexualité occupe une place certes mineure mais tout aussi importante dans le roman de Yakup Kadri : ainsi, si l’officier Marlow est homosexuel (Sodome), il aime particulièrement les jeunes hommes (première « tare ») et ira jusqu’à coucher avec le mari de Haziz Hanim (deuxième « tare »). Nermin hanım, elle, tombera amoureuse de Miss Moore (Gomorrhe), avec qui elle partira aux États-Unis, au grand dam de ses parents.
Ici, ce n’est pas Dieu qui punit les aristocrates. Ceux-ci s’en sortent plutôt bien. Les conséquences de cette dépravation, c’est Leïla qui les paye. Ostracisée, elle tombe en dépression nerveuse, et finit seule abandonnée par tous ses amis - Necdet compris. 

#### La résistance
Au fil du roman transparaissent, en allusion directe à l’expérience de l’auteur, des références à la résistance qui se forme contre l’occupation (liée à Mustafa Kemal) : d’après Necdet, « la haine est un devoir turc ». Il tentera, à plusieurs reprises, de s’engager dans la guerre contre les Grecs aux côtés de son ami Cemil, mais il sera trop tard. La fin du roman est vécue comme une véritable libération par Necdet, notamment grâce la victoire des Turcs dans la guerre contre les Grecs.